# Fekete hajnal
Fekete hajnal è un film del 1943 diretto da László Kalmár.

## Produzione
Il film fu prodotto dalla Hausz Mária Filmkölcsönzõ és Filmforgalmazó Vállalata.

## Distribuzione
Uscito nelle sale ungheresi il 1º settembre 1943, il film fu in seguito distribuito anche negli Stati Uniti dalla Hungaria Pictures nel 1949 con il titolo Black Dawn.